# Koty (rejon jaworowski)
Koty (ukr. Коти) – wieś na Ukrainie, w rejonie jaworowskim obwodu lwowskiego. Wieś liczy około 870 mieszkańców.